# Amerikaanse kluut
De Amerikaanse kluut (Recurvirostra americana), een vogel uit de familie van de Recurvirostrais net als de Europese kluut een steltloper.

## Kenmerken
Deze soort heeft lange, dunne, grijze poten en een dunne snavel die duidelijk naar boven gebogen is. Hij heeft echter een lichtbruine kop.

## Verspreiding en leefgebied
De Amerikaanse kluut broedt in de staten van de Rocky Mountains en trekt 's winters naar de Golfkust en naar Mexico.

## Status
De grootte van de populatie is in 2020 geschat op 460 duizend volwassen vogels. Op de Rode lijst van de IUCN heeft deze soort de status niet bedreigd.

## Afbeeldingen

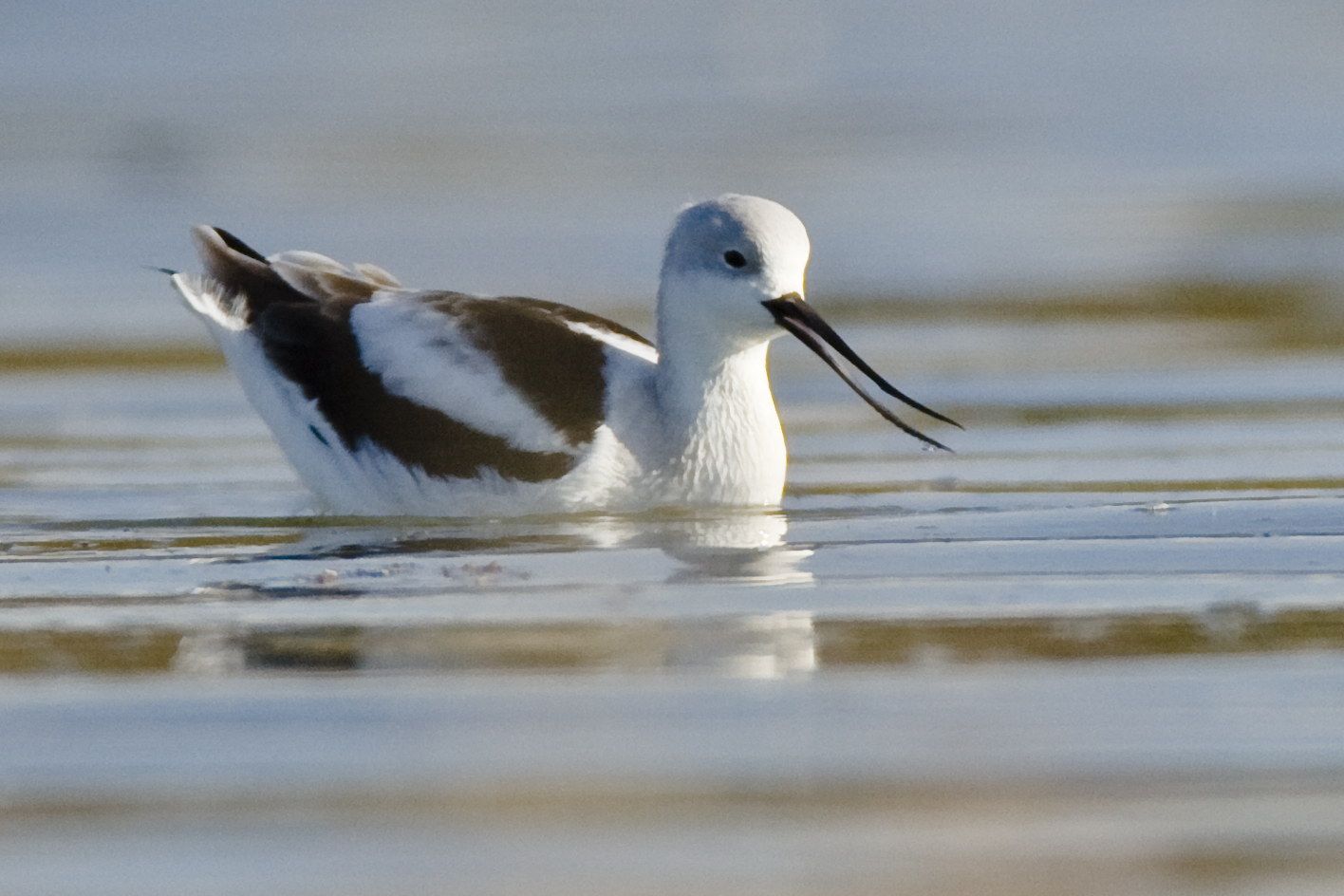
Amerikaanse kluut in winterkleed
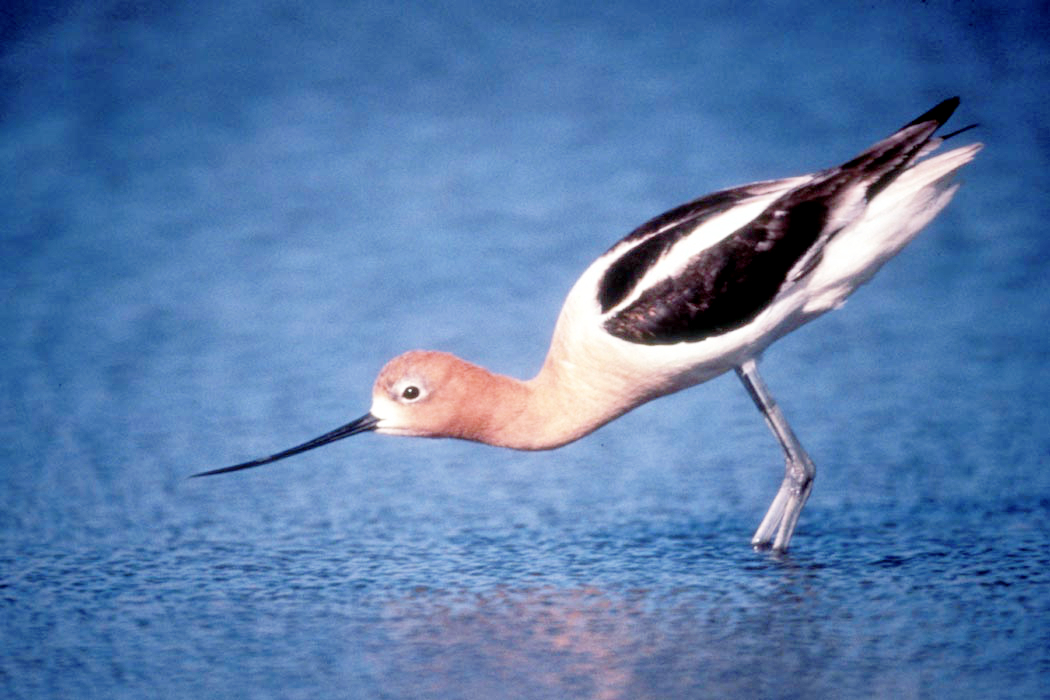
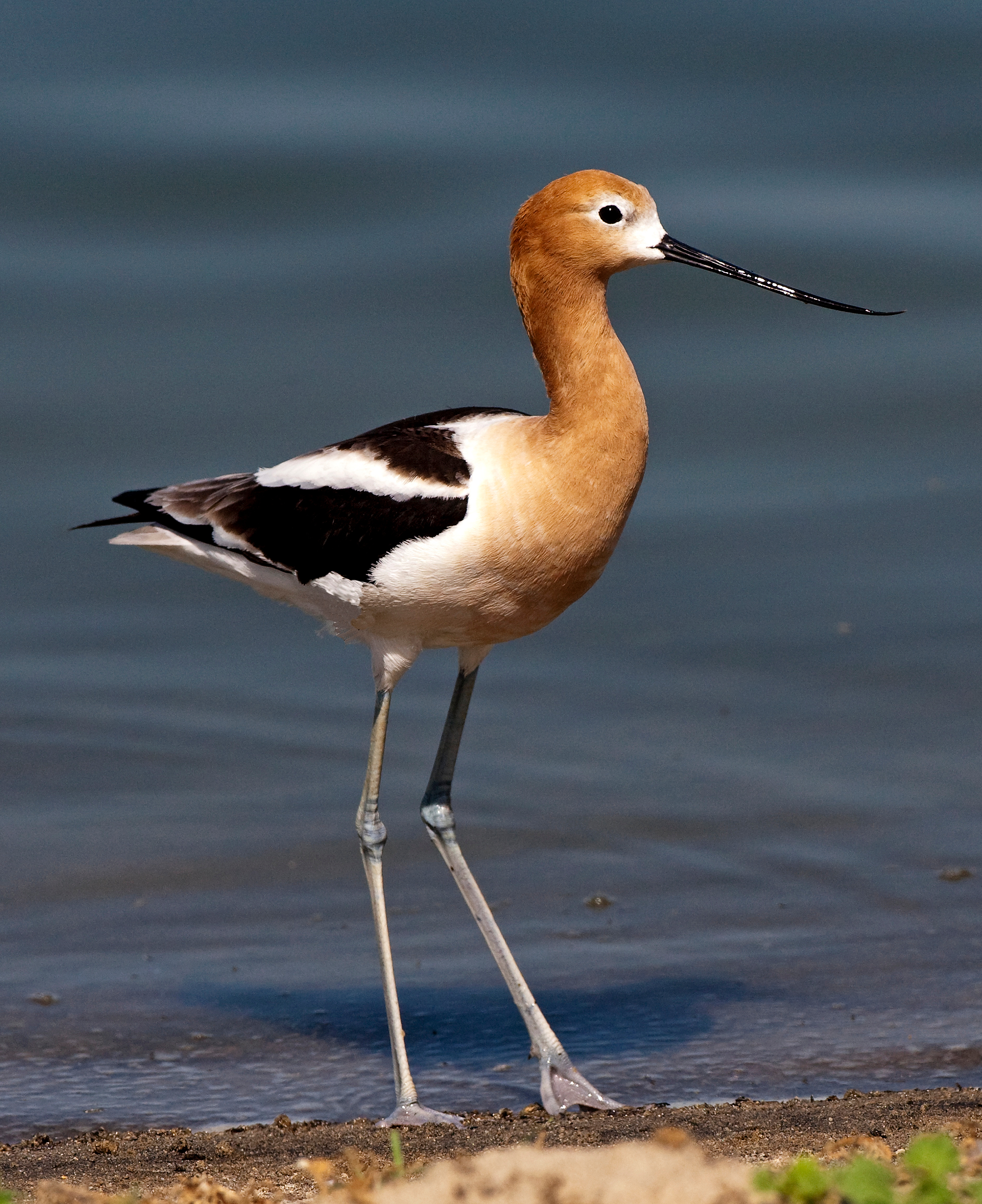
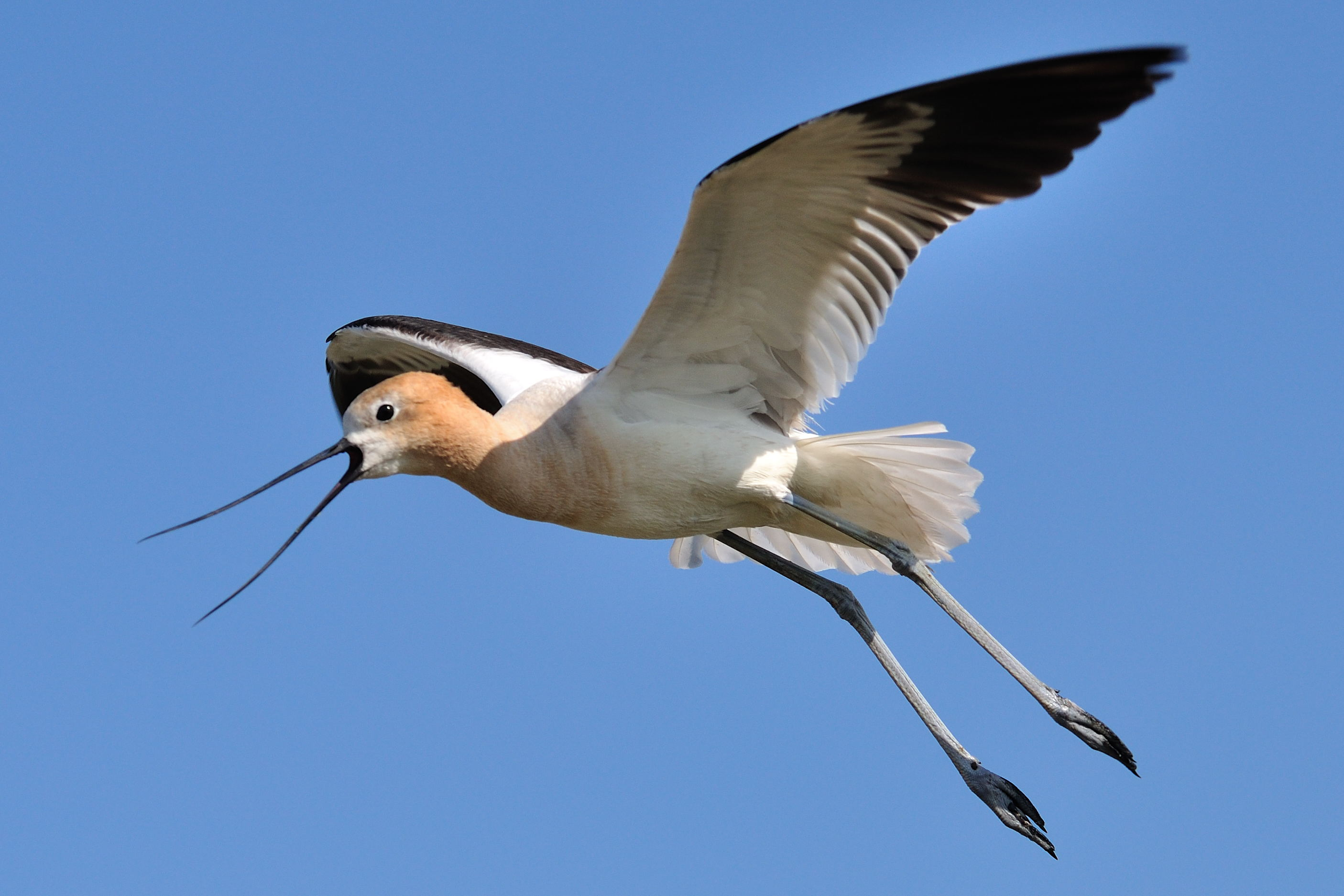
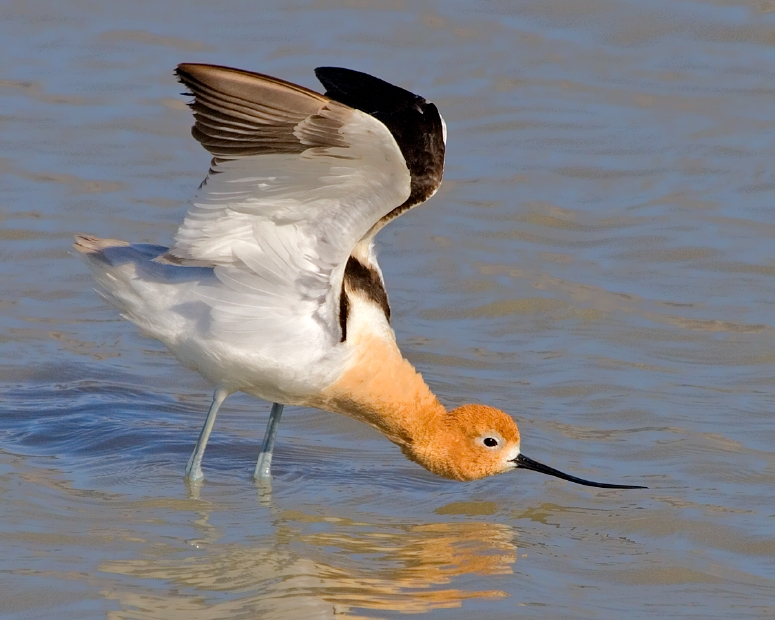
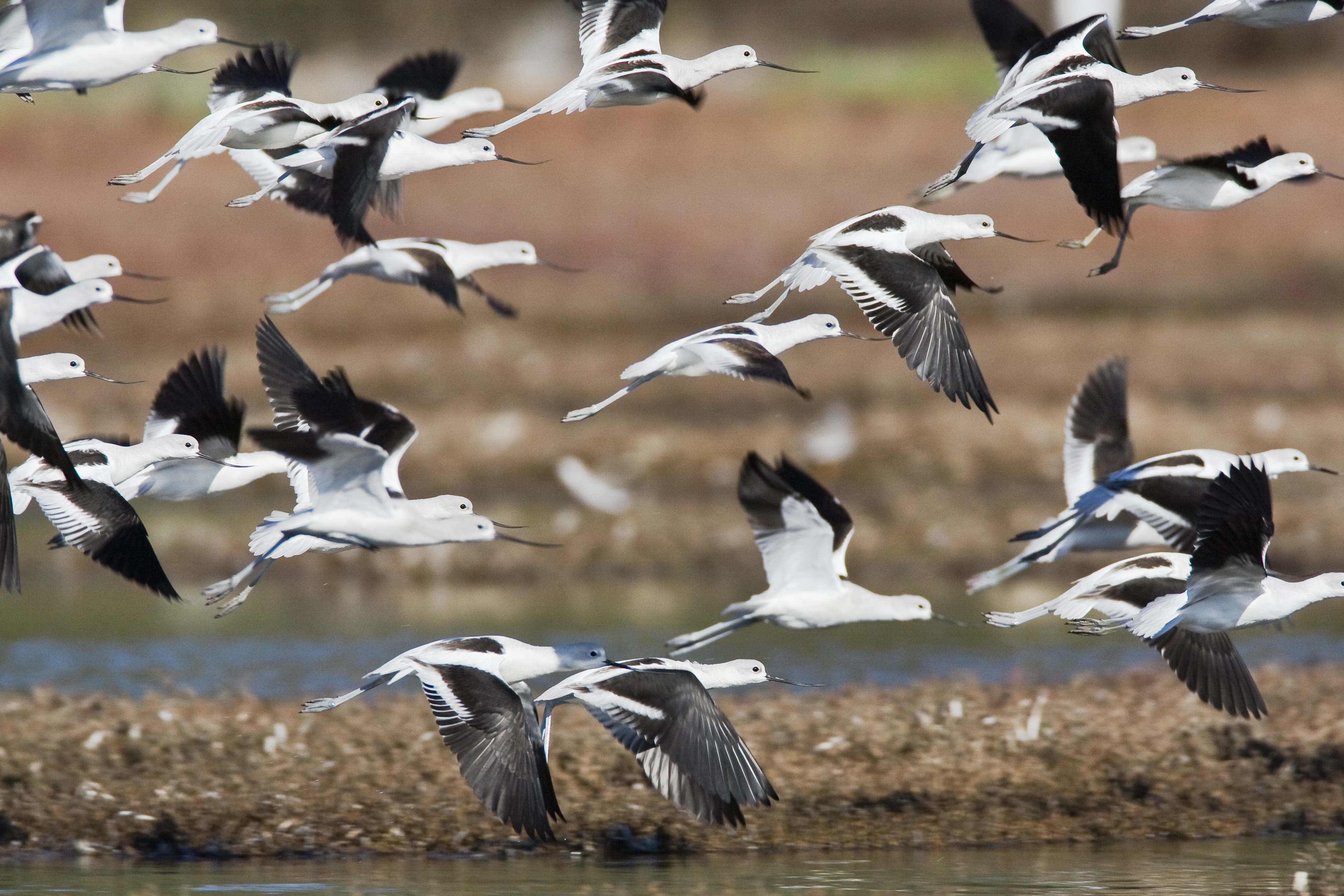
Een vlucht Amerikaanse kluten
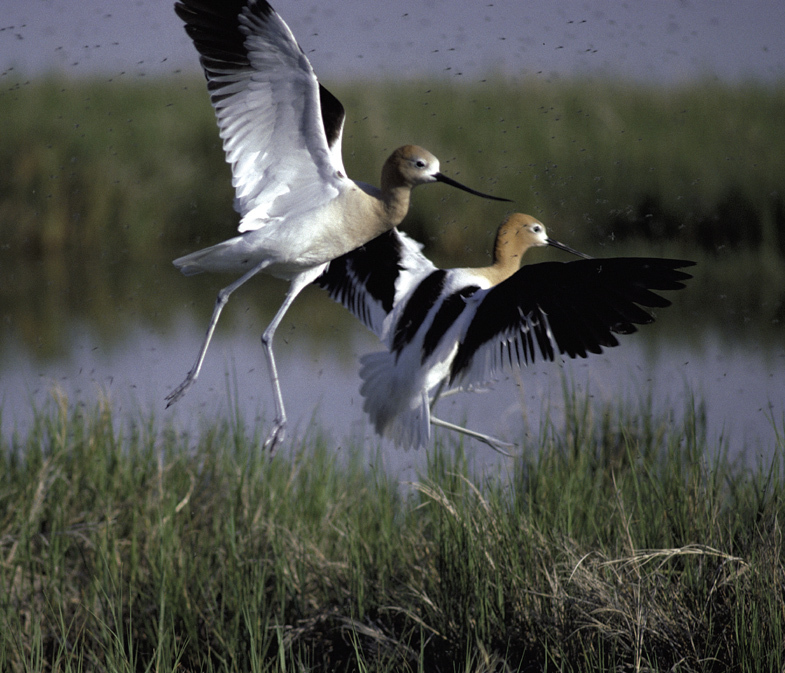
Baltsende kluten
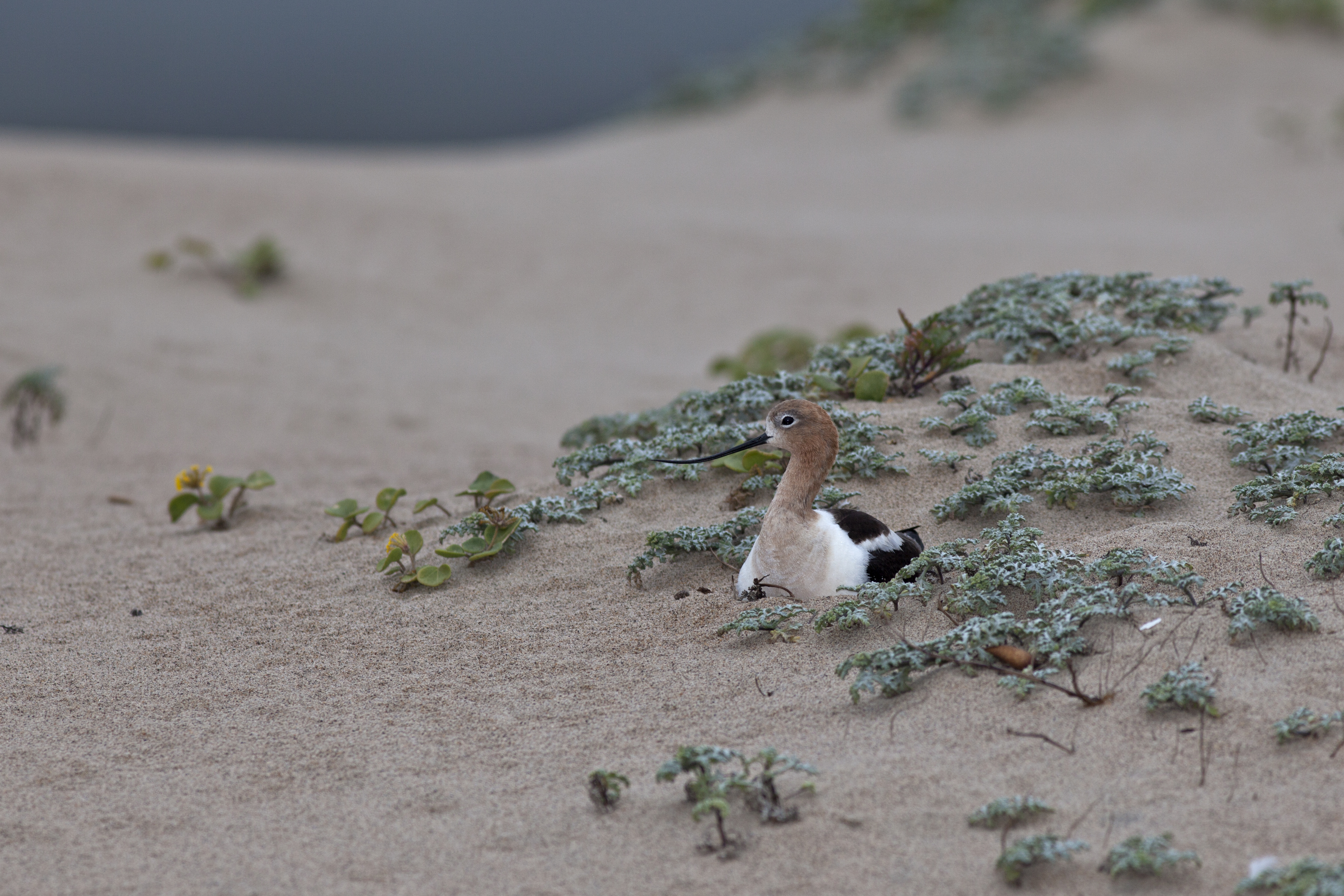
Broedend exemplaar
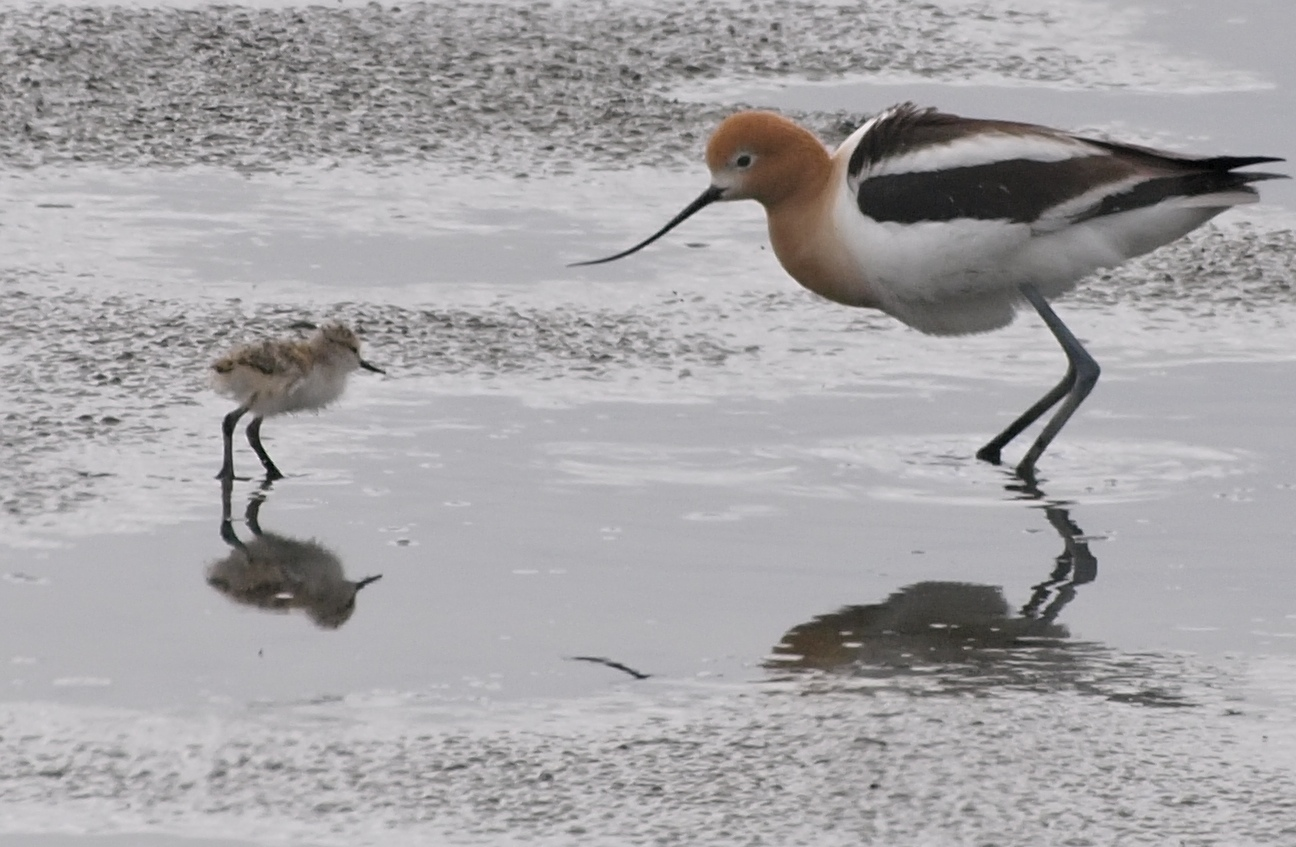
Ouder met jong in het Palo Alto Baylands natuurreservaat, Californië.